# Bruno von Mengden
Bruno Eberhard Hans Adolf von Mengden (* 1. Juni 1934 in München; † 9. September 2022) war ein Generalmajor der Luftwaffe der Bundeswehr.

## Leben
Bruno von Mengden besuchte das Benediktinergymnasium Ettal und ein Gymnasium in Freising. Nach dem Abitur studierte er von 1953 bis 1956 Physik und Chemie an der TU München und der Johannes Gutenberg-Universität Mainz. Seit seinem Studium war er Mitglied der katholischen Studentenverbindung KStV Erwinia München im KV. 1956 trat er in die Deutsche Luftwaffe ein und absolvierte von 1956 bis 1958 eine Ausbildung zum Flugzeugführer in den USA.
Vom Oktober 1963 bis zum September 1964 war von Mengden Staffelkapitän der 1. Staffel, Jagdbombergeschwader 32 auf dem Fliegerhorst Lechfeld. Vom 1. März 1965 bis zum 30. September 1968 war Mengden als Major Kommandeur Fliegende Gruppe des Jagdbombergeschwaders 32. Von 1971 bis 1975 war er Abteilungsleiter Nato MRCA Management Agency (MRCA war der Arbeitstitel für die Beschaffung des Jagdbombers Panavia Tornado) und anschließend in der Abteilung des General Flugsicherheit in der Bundeswehr am Standort Köln eingesetzt.
Vom 1. Juni 1975 bis zum 30. September 1980 war er Kommodore des Jagdbombergeschwaders 34 auf dem Fliegerhorst Memmingerberg. Anschließend wurde er bis 1983 General Flugsicherheit der Bundeswehr in der Luftwaffenkaserne in Köln. Bis 1985 war von Mengden Kommandeur der 1. Luftwaffendivision in der Zollernalb-Kaserne in Meßstetten und anschließend Chef des Stabes 2. All. Takt. Luftfl. in Mönchengladbach. 
Von 1988 bis 1994 war er Befehlshaber des Wehrbereichs VI in München. Mit Ablauf des März 1994 wurde er in den Ruhestand versetzt.
Bruno von Mengden war verheiratet mit Adele von Mengden, geborene von Mengden, katholisch und hatte drei Söhne sowie eine Tochter. Er starb am 9. September 2022 im Alter von 88 Jahren. Sein Grab befindet sich auf dem Münchener Waldfriedhof.

## Ehrungen und Auszeichnungen
Von Mengden war Träger unter anderem folgender Auszeichnungen:
- Verdienstorden der Bundesrepublik Deutschland in der Stufe Verdienstkreuz I. Klasse
- Ehrenkreuz der Bundeswehr in Gold
- Bayerischer Verdienstorden
- Legion of Merit der US-Streitkräfte
- Ordre national du Mérite, nationaler Verdienstordens Frankreichs